# André Hughes
André Hughes (Hochdahl bij Erkrath), 1 januari 1985) is een Duits honkballer.

## Biografie
Hughes, een linkshandige werper van 1 m 93 en 95 kilo zwaar met een Schotse vader en een Duitse moeder, begon zijn honkballoopbaan bij de Hochdal Neandertalern. Hij stapte in 2002 over naar de vereniging Solingen Alligators waarvoor hij sinds dat jaar met het eerste team in de Duitse Bundesliga, de hoogste divisie, uitkwam tot 2008. In zijn eerste twee seizoenen werd hij voornamelijk opgesteld als relief pitcher maar in later jaren was hij startend werper. Vanaf 2005 was hij elk jaar de Beste Werper van het jaar in de Duitse competitie.

## Nationale team
Sinds 2005 maakt hij tevens deel uit van het Duitse nationale team en maakte zijn debuut als werper tijdens de Europese kampioenschappen van dat jaar in Praag. Twee jaar later kwam hij wederom uit op de Europese kampioenschappen in Barcelona. In 2008 deed hij met het team mee aan de Olympische kwalificatiewedstrijden, waar hij grote indruk maakte door zijn goede verrichtingen tegen het team van Taiwan.

## HCAW
In het seizoen 2009 speelde Hughes voor de Nederlandse vereniging HCAW in de hoofdklasse waarmee hij een zesde plaats bereikte. In het seizoen 2010 zal hij weer uitkomen voor de Solingen Alligators. Hij is tevens actief als jeugdtrainer in zijn woonplaats waar hij jongeren traint op een honkbalschool. Als international is hij ambtshalve opgenomen in het Duitse leger. Dit geeft hem de mogelijkheid om fulltime met zijn sport bezig te zijn tegen een jaarwedde en een aantal opkomstverplichtingen.